# 暗闇でドッキリ
『暗闇でドッキリ』（原題：A Shot In The Dark）は1964年製作のアメリカのコメディ映画。ハリー・カーニッツとマルセル・アシャールによる戯曲の映画化。ピーター・セラーズがクルーゾー警部を演じるピンク・パンサーシリーズの第2作にあたる。前年製作の『ピンクの豹』に準主役として登場したクルーゾーを主役に格上げした作品である。監督ブレイク・エドワーズ。音楽ヘンリー・マンシーニ。

## ストーリー
パリの大富豪バロン邸で使用人の射殺事件が起こる。部下のエルキュール刑事を伴い捜査に向かったパリ警察のクルーゾー警部は、バロン邸のメイドで重要容疑者のマリア・ガンブレリに一目惚れしてしまう。クルーゾーの上司であるドレフュス本部長はクルーゾーの派遣後に殺人現場が大富豪のバロン邸と知らされ、自ら屋敷に乗り込みクルーゾーを事件担当から外す。しかし、何故かクルーゾーを気に入ったバロンの要望により、クルーゾーは捜査に復帰する。
殺人事件の容疑者は邸内で唯一アリバイのないマリアであった。しかしクルーゾーは美しいマリアの無実を確信、彼女が誰かをかばっていると推理する。独自の調査に邁進するクルーゾーはマリアを泳がせて真犯人を探ろうとするが様々な失態を繰り返す。遂にはマリアと共にヌーディスト・キャンプから裸で逃走するという騒動を引き起こしてしまう。このクルーゾーの行動に悩まされるドレフュスは神経衰弱に陥っていく。そうする内にも次々とバロン邸関係者が殺害され、いずれの事件も容疑の眼はアリバイのないマリアに向けられた。クルーゾーは犯人はマリアに横恋慕する者だと推理し、自らマリアとデートし、嫉妬に狂う犯人を誘い出そうとする。しかし謎の殺人者が彼らを狙い、その場に居合わせた無関係の人々が巻き添えで殺されてしまう。
半狂乱のドレフュスに叱責されたクルーゾーだが、事件に決着を付けるべく、エルキュールを伴い、真犯人に罠を仕掛けるためある計略を持ってバロン邸に乗り込む。

## 概要
1963年製作の『ピンクの豹』で準主役格だったクルーゾー警部のキャラクターが好評であったため、その翌年にクルーゾーを主役として製作された作品である。ハリー・カーニッツとマルセル・アシャールによる戯曲が原作で、本来クルーゾーとは無関係の企画であったが、エドワーズらによりクルーゾーをフィーチャーした脚本に修正を受け製作された。
クルーゾーがパリ警察の警部であること以外は、内容に前作との繋がりはない。主役だったファントム（デビッド・ニーブン）をはじめとするクルーゾー以外の前作の登場人物、またファントムの罪を背負って収監されたクルーゾーの身上についてもまったく語られずにクルーゾーはパリ警察の警部として存在しており、本作は前作の続編というよりも、クルーゾーというキャラクターを主役に掲げたスピンオフ作品に近い。
また本来「ピンク・パンサー」とは『ピンクの豹』に登場するダイヤモンドの名称である。本作でこの宝石は登場しない。主題曲は同じヘンリー・マンシーニ作曲であるが、著名な『ピンク・パンサーのテーマ』とは別の曲。
オープニングは前作同様アニメーションだが、監督はフリッツ・フレレングから『イエロー・サブマリン』のジョージ・ダニングに交代、ピンクの豹のアニメキャラクターは登場せず、クルーゾーを模したアニメキャラクターもデザインが変更されており、彼が謎の犯人を追跡する内容になっている。このクルーゾーを模したアニメキャラクターはシリーズ以降の作品にもアニメーション監督を替えながらタイトルバックに登場、ピンクの豹のアニメキャラクターだけでなくドレフュス署長を模したアニメキャラクターとも共演することとなる。
一方で、この後のシリーズ全作品に登場してシリーズの名物キャラクターとなる、クルーゾーの上司ドレフュス（ハーバート・ロム）や使用人のケイトー（バート・クウォーク）らが初登場してドタバタ劇を繰り広げており、シリーズのスタイルを確立させた作品である。そのため、タイトルに「ピンク・パンサー」とは付かないが、一般にシリーズ第2作と認識されている。日本でのテレビ放送の際は「続 ピンク・パンサー」のサブタイトルが付けられたこともある。
ストーリーは富豪邸で起きる連続殺人の捜査をテーマとした本格ミステリーの筋立てが基調で、ラストに事件の意外な真相が明かされる展開となっている。また、このシリーズの他の作品は国際色豊かにストーリーが展開するが、本作はフランス国内（おそらくパリ市内）だけを舞台にしている。
『ピンクの豹』に続き本作もヒットしたが、監督のエドワーズとセラーズの関係は良好でなく、シリーズは長い休眠期間を迎えることになる。第3作『ピンク・パンサー2』が製作されたのは11年後の1975年であった。

## 備考
- クルーゾーの言動に悩まされ、精神に異常をきたすドレフュスの行動パターンは初登場の本作で確立されている。冒頭ではやり手で色悪のイメージもある二枚目として登場したドレフュスが、徐々に崩れていく様子が丹念に描かれている。なお、後のシリーズ作品でのドレフュスの役職は"Chief Inspector"で、一般に主任警部と訳される。しかし本作での役職はパリ警察のトップである"Commissioner"で、日本語版では総監、署長などとも訳されるが、DVDでは本部長となっている。
- ケイトー（バート・クウォーク）はクルーゾー宅の使用人。クルーゾーの空手の弟子でもあり、修練のためにいつでもクルーゾーを奇襲していい約束になっている。このケイトーのモデルがアメリカのテレビシリーズ『グリーン・ホーネット』（1966–67）でブルース・リーが演じた日本人カトーだとの説がある。しかし、本作におけるケイトーの初登場はこのテレビシリーズより先なので、「リーが演じたカトーがケイトーのモデル」との説は明らかな誤り。ただし、『グリーン・ホーネット』自体は1930年代からラジオドラマやコミックス、映画で知られており、そこでのカトーがケイトーのモデルである可能性は否定できない。また、役名も本作では"Kato"と綴られ日本人「カトー」とも読めるが、11年後の次作『ピンク・パンサー2』以降は「カトー」から離れ"Cato Fong"と中国人風の名前に変更されている。
- 本作でクルーゾーの実直な部下エルキュール刑事を演じたグレアム・スタークは、私生活でもセラーズの親友であり、共演作の多いことでも知られる。スタークはこの後のシリーズで毎回のように役柄を変えながら全作品に出演している。セラーズの追悼作『ピンク・パンサーX』（1982年）のみ退職したエルキュールとして再登場し、元部下としてクルーゾーの思い出を語ることとなる。
- ドレフュスの部下フランソワ刑事を演じたアンドレ・マランヌは以降も同じ役で出演を続ける。フランソワはクルーゾーが主任警部に昇格した作品ではクルーゾーの部下になる。
- 本作のヒロイン、マリア・ガンブレリと同名のキャラクターが29年後のシリーズ最終第8作『ピンク・パンサーの息子』（1993年）で、クルーゾーの隠し子の母親として再登場を果たす。演じたのは本作のエルケ・ソマーではなく、『ピンクの豹』に出演したクラウディア・カルディナーレであった。しかし、『ピンク・パンサーの息子』でマリアが語ったクルーゾーとの関係は本作の内容とは合致せず、両作のマリアが同一人物とは見なし難い。

## キャスト
| 役名                             | 俳優                 | 日本語吹替                                     |
| 役名                             | 俳優                 | NET版                                          |
| -------------------------------- | -------------------- | ---------------------------------------------- |
| ジャック・クルーゾー警部         | ピーター・セラーズ   | 大塚周夫                                       |
| マリア・ガンブレリ               | エルケ・ソマー       | 小原乃梨子                                     |
| シャルル・ドレフュス本部長       | ハーバート・ロム     | 西田昭市                                       |
| ベンジャミン・バロン             | ジョージ・サンダース | 中村正                                         |
| エルキュール・ラジョイ刑事       | グレアム・スターク   | 細井重之                                       |
| フランソワ・シュヴァリエ巡査部長 | アンドレ・マランヌ   | 勝田久                                         |
| モーリス                         | マーティン・ベンソン | 塩見竜介                                       |
| ケイトー・フォン                 | バート・クウォーク   | 加藤修                                         |
| ドミニク・バロン夫人             | トレイシー・リード   | 来宮良子                                       |
| ラファージュ                     | ダグラス・ウィルマー | 緑川稔                                         |
| 不明 その他                      |                      | 辻村真人 村松康雄 村越伊知郎 沼波輝枝 原田一夫 |
| 日本語スタッフ                   |                      |                                                |
| 演出                             | 演出                 | 近森啓祐                                       |
| 翻訳                             | 翻訳                 | 森みさ                                         |
| 効果                             |                      |                                                |
| 調整                             |                      |                                                |
| 制作                             | 制作                 | 東北新社                                       |
| 解説                             | 解説                 | 淀川長治                                       |
| 初回放送                         | 初回放送             | 1970年4月19日 『日曜洋画劇場』                 |

- 日本語吹替はDVDに収録[4]。正味約92分